# Élections législatives de 1919 en Corrèze
Les élections législatives de 1919 ont eu lieu le 16 novembre 1919.

## Résultats à l'échelle du département
| Liste          | Liste                                                        | Moyenne        | %      | Sièges | Candidat            | Candidat             | Tendance | Voix   | %     |
| -------------- | ------------------------------------------------------------ | -------------- | ------ | ------ | ------------------- | -------------------- | -------- | ------ | ----- |
|                | Liste d'Union républicaine et de Défense agricole et sociale | 24 444         | 37,27  | 3      |                     | Charles de Lasteyrie | FR       | 25 336 | 38,63 |
|                | Liste d'Union républicaine et de Défense agricole et sociale | 24 444         | 37,27  | 3      | Marc Doussaud       | DVD                  | 25 863   | 39,43  |       |
|                | Liste d'Union républicaine et de Défense agricole et sociale | 24 444         | 37,27  | 3      | René Lafarge        | ARD                  | 24 647   | 37,58  |       |
|                | Liste d'Union républicaine et de Défense agricole et sociale | 24 444         | 37,27  | 3      | Vachal              | DVD                  | 23 161   | 35,31  |       |
|                | Liste d'Union républicaine et de Défense agricole et sociale | 24 444         | 37,27  | 3      | Fieyre              | DVD                  | 23 214   | 35,39  |       |
|                |                                                              |                |        |        |                     |                      |          |        |       |
|                | Liste d'Union républicaine radicale et radicale socialiste   | 21 567         | 32,88  | 1      |                     | Henri Queuille       | PRRRS    | 23 678 | 36,10 |
|                | Liste d'Union républicaine radicale et radicale socialiste   | 21 567         | 32,88  | 1      | Élie Vidalin        | PRRRS                | 20 057   | 30,58  |       |
|                | Liste d'Union républicaine radicale et radicale socialiste   | 21 567         | 32,88  | 1      | Jacques de Chammard | PRRRS                | 23 526   | 35,87  |       |
|                | Liste d'Union républicaine radicale et radicale socialiste   | 21 567         | 32,88  | 1      | Alexis Jaubert      | PRRRS                | 19 708   | 30,05  |       |
|                | Liste d'Union républicaine radicale et radicale socialiste   | 21 567         | 32,88  | 1      | Peyrat              | PRRRS                | 20 867   | 31,82  |       |
|                |                                                              |                |        |        |                     |                      |          |        |       |
|                | Liste socialiste unifiée                                     | 14 979         | 22,84  | 1      |                     | François Aussoleil   | SFIO     | 16 390 | 24,99 |
|                | Liste socialiste unifiée                                     | 14 979         | 22,84  | 1      | Bossavy             | SFIO                 | 14 486   | 22,09  |       |
|                | Liste socialiste unifiée                                     | 14 979         | 22,84  | 1      | Malaure             | SFIO                 | 14 586   | 22,24  |       |
|                | Liste socialiste unifiée                                     | 14 979         | 22,84  | 1      | Roumajon            | SFIO                 | 15 006   | 22,88  |       |
|                | Liste socialiste unifiée                                     | 14 979         | 22,84  | 1      | Vazeilles           | SFIO                 | 14 431   | 22,00  |       |
|                |                                                              |                |        |        |                     |                      |          |        |       |
| Inscrits       | Inscrits                                                     | Inscrits       | 91 266 | 100,00 |                     |                      |          |        |       |
| Votants        | Votants                                                      | Votants        | 66 248 | 72,59  |                     |                      |          |        |       |
| Abstentions    | Abstentions                                                  | Abstentions    | 25 018 | 27,41  |                     |                      |          |        |       |
| Blancs et nuls | Blancs et nuls                                               | Blancs et nuls | 650    | 1      |                     |                      |          |        |       |
| Exprimés       | Exprimés                                                     | Exprimés       | 65 587 | 99     |                     |                      |          |        |       |